# دیو کمپ
دیو کمپ (به انگلیسی: Dave Camp) نمایندهٔ حوزه انتخابیه چهارم میشیگان از حزب جمهوری‌خواه ایالات متحده آمریکا در مجلس نمایندگان ایالات متحده آمریکا است که برای نخستین‌بار در ۴ ژانویه ۱۹۹۱ میلادی به‌عضویت این مجلس درآمد.